# Liu E
Liu E (Lieou Ngo ; chinois traditionnel 劉鶚 ; chinois simplifié : 刘鹗 ; pinyin : Liú È 1857 - 1909) est un écrivain chinois de la période moderne, témoin de la fin de la dynastie Qing. 

## Biographie
Bien qu'appartenant à une famille de fonctionnaires, Liu E refuse de passer les examens impériaux et mène une vie de marginal, mais participe efficacement à la maîtrise des inondations et contribue à la modernisation des chemins de fer. En 1880, à la tête des travaux sur le Fleuve Jaune, il applique des méthodes révolutionnaires, qui lui valent la célébrité. Également bibliophile et collectionneur, il est un des premiers à s'intéresser aux inscriptions anciennes en écriture ossécaille. Durant la guerre des Boxers il fait distribuer à la population des stocks de riz appartenant à l'État mandchou. En 1908 Yuan Shikai l'exile dans le Xinjiang, où il meurt.

## Œuvre littéraire
Liu E est l'auteur du roman L'Odyssée de Lao Ts'an  (chinois traditionnel 老殘遊記 ; chinois simplifié : 老残游记；pinyin : lǎo cán yóu jì) traduit du chinois par Cheng Tcheng en 1964, réédité en 2005 sous le titre Pérégrinations d'un clochard et considéré comme un des plus marquants de son époque.